# نيك غريفن
نيك غريفن (بالإنجليزية: Nick Griffin) (و. 1959  م) هو سياسي، وكاتب سيناريو، من المملكة المتحدة.

## مناصب
تولى منصب عضو في البرلمان الأوروبي.

## التعليم
تعلم في كلية داونينج ‏.